# Отто Нагель

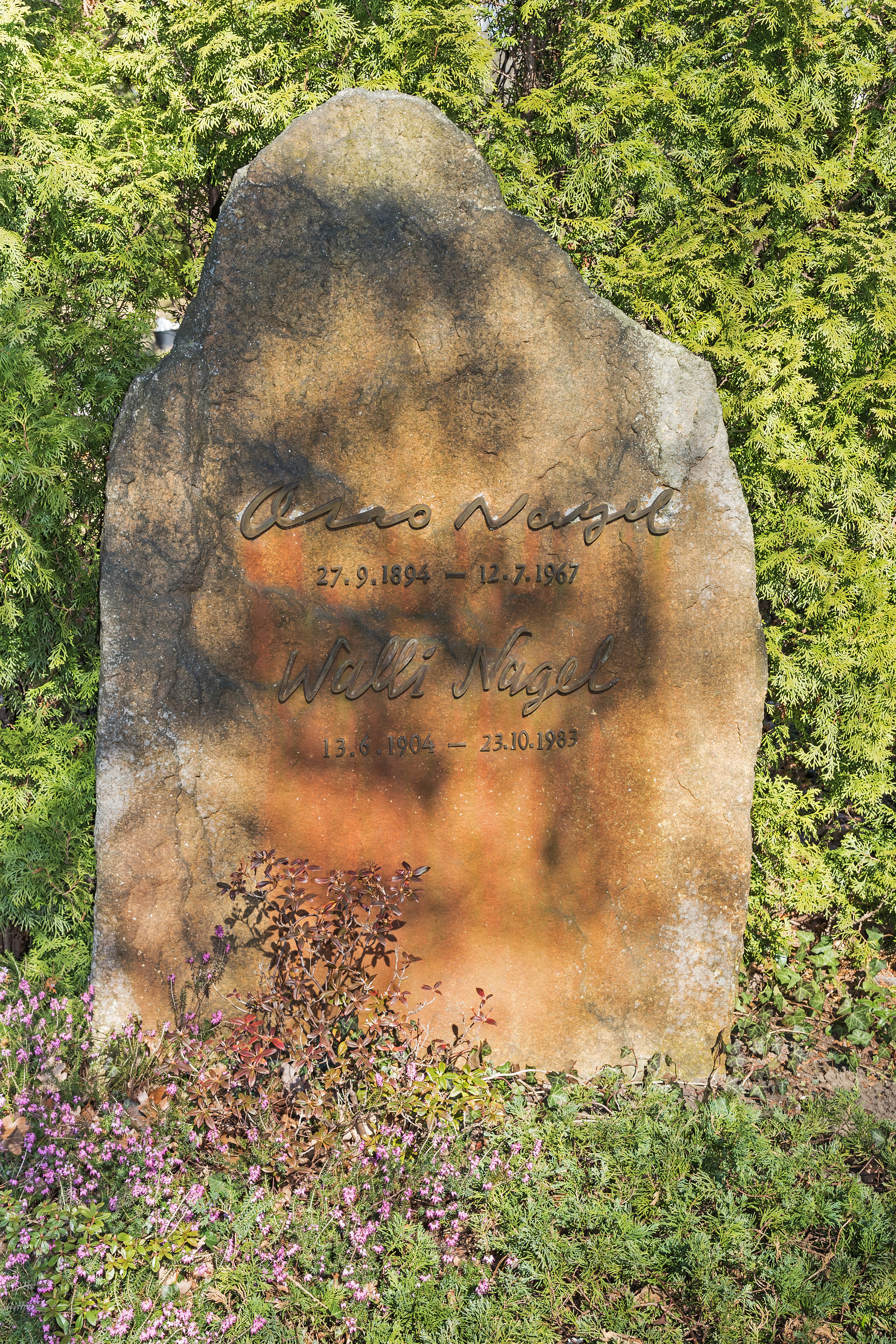
Могила Отто Нагеля на Центральному кладовищі Фрідріхсфельде в Берліні

Отто Нагель (нім. Otto Nagel; нар. 27 вересня 1894, Берлін — пом.12 липня 1967, там же) — німецький живописець і графік, організатор і керівник Німецької академії мистецтв (НДР), майстер міського пейзажу і жанрової сцени. Найвідоміший своїми зображеннями Берліна.

## Життєпис
Отто Нагель народився у берлінському районі Веддінг у родині столяра, учасника соціал-демократичного руху. Надалі Отто все життя дотримувався лівих політичних поглядів. Після закінчення «народної» школи вступив до школи мозаїчного і вітражного мистецтв, але можна сказати, що живопис він вивчав самостійно.
Під час Першої світової війни Нагель потрапив до табору для штрафників за ухилення від військової служби. В 1919 він написав свою першу олійну картину — під впливом творчості Августа Маке. В цей же період Нагель стає членом Комуністичної партії Німеччини. В 1922 разом з Ервіном Піскатором організовує Товариство допомоги художникам.
В 1933 Нагеля обрали головою Загальнонімецької спілки художників, однак майже відразу ця організація була скасована нацистами, що прийшли до влади.
Після Другої світової війни Нагель жив спочатку під Потсдамом, а потім, з 1950 — у Східному Берліні.
В 1950 був нагороджений Національною премією НДР. У тому ж році він бере участь у створенні Німецької академії мистецтв в Берліні. В 1956—1962 р обіймає посаду президента академії.
Художник помер 12 липня 1967 у берлінському районі Бісдорф.